# Hainersdorf (Sebnitz)
Hainersdorf ist ein Stadtteil der Großen Kreisstadt Sebnitz im Landkreis Sächsische Schweiz-Osterzgebirge in Sachsen. Er besteht aus Amtshainersdorf in der Gemarkung Hainersdorf und Hofhainersdorf, das in der Gemarkung Sebnitz liegt.

## Geografie
Hainersdorf liegt im rechtselbischen Teil der Sächsischen Schweiz im Tal zu beiden Seiten der Sebnitz. Nördlich des langgestreckten Ortes erheben sich der knapp 400 Meter hohe Schönbacher Berg sowie der 371 Meter hohe Rosenberg, deren Hanglagen teils bewaldet sind. Zwischen beiden fließt der Goldbach bzw. Schönbach von rechts der Sebnitz zu, in Hofhainersdorf mündet der Finkenbach ein. Südlich der Ortslage befindet sich die 351 Meter hohe Hundskirche, ein Vorgipfel der 429 Meter hohen Hochbuschkuppe, in deren Bereich der geologische Übergang zum Elbsandsteingebirge liegt.
Der Stadtteil Hainersdorf hat 724 Einwohner (Stand: 2009) und besteht aus zwei Teilen. Der westliche Teil, Amtshainersdorf, liegt in der Gemarkung Hainersdorf. Sie grenzt im Osten an die Gemarkung Sebnitz an. Benachbart sind weiterhin dessen Ortsteile Hertigswalde auf einem kurzen Abschnitt im äußersten Osten, Lichtenhain im Süden und Schönbach im Norden. Westlich grenzt der Hohnsteiner Ortsteil Ulbersdorf an. Die Ortslage Amtshainersdorf besteht im Wesentlichen aus der Siedlung entlang der Siedlerstraße, dem Lehngut und dem Dorfkern im Tal. Dort stehen einige alte Bauernhäuser im Fachwerkstil sowie ein denkmalgeschütztes Taubenhaus.
Östlich von Amtshainersdorf, im Südwesten der Gemarkung Sebnitz, liegt Hofhainersdorf mit seinem Herrenhaus und der Siedlung am Gutsweg. Zu Hofhainersdorf gehört auch die Siedlung Hornleite, eine Häusergruppe auf der als Horn bezeichneten Erhebung unmittelbar nördlich des Sebnitztals. Im Tal selbst liegen neben der Siedlung Johannistal entlang der Schandauer bzw. Hohnsteiner Straße zwei Gewerbegebiete.
Wichtigste Straße in Hainersdorf ist die von Lohmen über Hohnstein kommende Staatsstraße 165 (Hohnsteiner Straße), die weiter über Sebnitz und Saupsdorf nach Bad Schandau führt. An einem Kreisverkehr in Hofhainersdorf trifft sie auf die Staatsstraße 154 (Schandauer Straße), die von Steinigtwolmsdorf über Sebnitz und Altendorf ebenfalls bis Bad Schandau verläuft. An den ÖPNV ist Hainersdorf über mehrere Buslinien des Regionalverkehrs Sächsische Schweiz-Osterzgebirge (RVSOE) angebunden. Des Weiteren befindet sich im Westen des Orts der 1908 eröffnete Haltepunkt Amtshainersdorf, ein Bedarfshalt der Bahnstrecke Bautzen–Bad Schandau (Sebnitztalbahn), die in Hofhainersdorf über einen markanten Viadukt verläuft. Im Westen der Ortslage überbrückt sie viermal die Sebnitz und verläuft durch zwei etwa 90 Meter lange Tunnel.

## Geschichte
Der Name des als Waldhufendorf im Zuge der Deutschen Ostsiedlung entstandenen Ortes ist, genau wie die Namen der meisten Orte in der Umgebung, nicht slawischen, sondern deutschen Ursprungs. Er setzt sich aus zwei Bestandteilen zusammen, die sich vom Vornamen „Heinrich“ bzw. von „Dorf“ ableiten lassen. Heinrich war vermutlich der Name des örtlichen Lokators. Erstmals erwähnt wurde das Dorf den Recherchen des Sebnitzer Historikers Alfred Meiche zufolge 1433 als „Heynnerstorff by der Sebenicz“; weitere Belege aus dem 15. bzw. 16. Jahrhundert lauten „Henirstorff“, „Heynrichstorff“, „Hennerstorff“ und „Hainersdorff“, wobei damals noch nicht zwischen Hof- und Amtshainersdorf unterschieden wurde. Im Jahr 1791 waren nebeneinander die Formen „Haynersdorf“ und „Hennersdorf b. Sebnitz“ üblich. Hennersdorf ist zwar die in Sachsen wesentlich häufigere, durch Verschleifung aus „Heinrichsdorf“ entstandene Variante, so dass auch der spezifizierende Zusatz „bei Sebnitz“ nötig war. Doch letztendlich setzte sich hier die 1836 allein belegte Form „Hainersdorf“ durch.

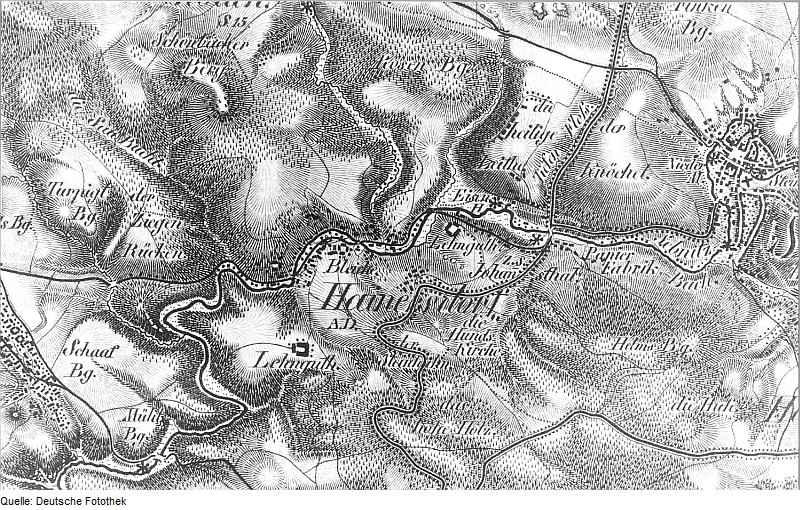
Hainersdorf auf einer Karte aus dem frühen 19. Jahrhundert. In der Mitte der Karte liegt Amtshainersdorf im Tal, südlich davon steht das Amtshainersdorfer Lehngut. Östlich (rechts) von Amtshainersdorf liegt Hofhainersdorf mit seinem Lehngut, wo heute das Herrenhaus steht. Eingezeichnet sind dort auch die Ortslagen „Johannisthal“ und „heilige Leithe“ (Hornleite). Zu sehen sind ferner das Städtchen Sebnitz am rechten Kartenrand sowie Ulbersdorf am linken.

In seiner Entwicklung profitierte Hainersdorf durch seine Lage an der Alten Böhmischen Glasstraße, auf der jahrhundertelang die Erzeugnisse der Glashütte Oberkreibitz (Horní Chřibská) in Böhmen über Hohnstein nach Sachsen transportiert wurden. Im 16. Jahrhundert kam es zu einer Teilung des Ortes mit seiner rund 8 1⁄3 Hufen großen Waldhufenflur. Der größere Teil, 6 1⁄4 Hufen zu je 24 Scheffel, unterstand in grundherrschaftlicher, erbgerichtlicher und verwalterischer Hinsicht vom 16. bis ins 19. Jahrhundert direkt dem Amt Hohnstein. Es handelte sich also um ein Amtsdorf, weshalb für diesen Teil die Bezeichnung „Amtshainersdorf“ üblich wurde. Im Osten Hainersdorfs entstand in der zweiten Hälfte des 16. Jahrhunderts ein großes Einzelgut, das auf ausgekauften Bauerngütern angelegt und 1588 als Vorwerk erwähnt wurde. Es wuchs zum Rittergut heran, dessen Besitzer die Grundherrschaft im Ort ausübten. In seinem Umfeld bildete sich in der Folge eine kleine Gutssiedlung heraus. Sie wurde um 1804 zur Unterscheidung von Amtshainersdorf als „Hofhainersdorf“ bezeichnet, alternativ auch 1813 als „Hofgemeinde zu Hainersdorf“.
Das Vorwerk bzw. Rittergut Hofhainersdorf gehörte 1547 Andreas Hess, dann Christoph von Liebenau, dann dem Oberforstmeister Hans Nebur von Metzhofen, genannt Selbitz. Von dessen Nachfahren kaufte es 1659 J. Gottfried Hanitzsch, der es seiner Tochter überließ, der Gattin des Kriegszahlmeisters Grieben. Im Jahr 1697 verkaufte dieser an Martin Hempel und Christoph Schneider. Im Jahr 1711 erwarb der Schandauer Bürgermeister Matthias Gerschner das Rittergut, der es 1732 dem Stolpener Festungskommandanten Johann Holm überließ. Ab 1748 besaß es der Amtsverwalter Christoph Herbst, später gehörte Christian Thiermann, dem Amtslandrichter von Saupsdorf, eine Hälfte des Gutes. Im Jahr 1760 unterstand es komplett dem Hohnsteiner Amtsinspektor Chr. Friedrich Scheffler und schließlich 1785 Johann Gottfried Sauer, dessen Nachkommen es um 1860 noch besaßen. Nachdem es die Stadt Sebnitz kaufte, nutzte sie das Herrenhaus ab 1867 als Armenhaus.
Zu unterscheiden vom Rittergut ist das erst im 19. Jahrhundert schriftsässig gewordene Kanzleilehngut in Amtshainersdorf, das der Familie Meintzschel gehörte. Der Gasthof Amtshainersdorf, heute Hotel Sebnitztal, eröffnete 1893. Die Gemeinde Hofhainersdorf erbaute 1892 ein eigenes Schulhaus. Viele Einwohner von Hofhainersdorf arbeiteten in der Papierfabrik Sebnitz. Eingepfarrt waren und sind beide Ortsteile nach Sebnitz.
Auf Grundlage der Landgemeindeordnung von 1838 hatten beide Orte jeweils Selbständigkeit als voneinander unabhängige Landgemeinden erlangt. Diese wurden 1856 vom Gerichtsamt Sebnitz verwaltet und waren 1875 Teil der Amtshauptmannschaft Pirna. Die Größe der beiden Gemeindefluren betrug im Jahr 1900 insgesamt rund 513 Hektar. Hofhainersdorf wurde am 1. Januar 1920 nach Sebnitz eingemeindet und sein Gebiet direkt der Gemarkung Sebnitz zugeschlagen. Drei Jahrzehnte später, am 1. Juli 1950, kam auch Amtshainersdorf zu Sebnitz, das 1952 Sitz des neuen Kreises Sebnitz wurde. Aus diesem Kreis gingen durch Fusionen 1994 zunächst der Landkreis Sächsische Schweiz und 2008 der Landkreis Sächsische Schweiz-Osterzgebirge hervor.

## Einwohnerentwicklung
| Jahr    | Amtshainersdorf               | Hofhainersdorf | gesamt                         |
| ------- | ----------------------------- | -------------- | ------------------------------ |
| 1547/51 | k. A.                         | k. A.          | 12 Besessene Mann, 18 Inwohner |
| 1764/98 | 10 besessene Mann, 13 Häusler | 22 Häusler     | k. A.                          |
| 1834    | 199                           | 228            | 427                            |
| 1871    | 230                           | 394            | 624                            |
| 1890    | 241                           | 567            | 808                            |
| 1910    | 274                           | 764            | 1038                           |
| 1925    | 260                           | k. A.          | k. A.                          |
| 1939    | 413                           | k. A.          | k. A.                          |
| 1946    | 547                           | k. A.          | k. A.                          |